# Little Barda
Little Barda è un personaggio immaginario, una supereroina dei fumetti DC Comics creata da Geoff Johns e Tony Daniel. Il personaggio fu un membro dei Giovani Titani e fu basata sul personaggio di Big Barda.

## Biografia del personaggio

### Prima comparsa
Little Barda comparve per la prima volta in uno scarabocchio creato dalla sua compagna di squadra Raven, che disegnò 20 membri che entrarono e uscirono dai Teen Titans durante l'anno perduto. Il disegno di Little Barda la mostra mentre dimostra la sua forza raccogliendo una macchina con una sola mano.

### 52
Barda comparve al fianco di un piccolo gruppo di Titans in 52 n. 21 quando furono presentati ad una nuova versione di una vecchia squadra, la Infinity, Inc.. Un Infinitor la confuse per Big Barda finché lei non lo corresse, "Forse un giorno sarò grande" (fu mostrata mentre faceva una palla con un chewing gum mentre parlava). Sembrò essere in buoni rapporti con il compagno di squadra Power Boy, poiché entrambi venivano da Apokolips. Alla fine di questo numero, lei e Power Boy lasciarono i Titans e partirono verso una destinazione sconosciuta.

### Titans East
Più avanti, Little Barda si unì ai nuovi Titans East. Tuttavia, la loro prima sessione di addestramento si tramutò in un massacro quando il gruppo venne attaccato da un misterioso nemico che uccise Power Boy. Little Barda e il resto dei suoi compagni furono lasciati in condizioni critiche. Infine, però, riuscirono a salvarsi.

## Altre versioni
- Una versione neonata di Little Barda comparve in numerosi numeri di Tiny Titans[6].